# 5938 Keller
Az 5938 Keller (ideiglenes jelöléssel 1980 FH2) a Naprendszer kisbolygóövében található aszteroida. Claes-Ingvar Lagerkvist fedezte fel 1980. március 16-án.